# Guatteria scandens
Guatteria scandens là loài thực vật có hoa thuộc họ Na. Loài này được Ducke mô tả khoa học đầu tiên năm 1925.